# Gruppenbach (Schozach)
Der Gruppenbach ist ein knapp 9 km langer Bach im nördlichen Baden-Württemberg, der bei Ilsfeld im Landkreis Heilbronn von rechts in die Schozach mündet.

## Name
Den Namen hat der Bach vom Süßwasserfisch Gruppe/Groppe (Cottus gobio) erhalten.

## Geographie

### Verlauf
Der Gruppenbach entsteht am Ostabhang des Hintersbergs im Heilbronner Stadtwald und läuft von hier zunächst in einer wenig ausgeprägten Mulde nach Osten. Nach etwa anderthalb Kilometern erreicht er die Straße von Heilbronn nach Obergruppenbach und folgt dieser dann durch sein in der Aue inzwischen wiesenbedecktes Tal nach Süden.
Kurz vor Obergruppenbach weitet sich die Flur, hier fließen kurz nacheinander von Westen und Osten zwei wenig kürzere Bäche zu. Schon vor Untergruppenbach ist der rechte Randhügel flach und waldlos, während auf der linken Seite der Anstieg steiler ist und der Wald anfangs noch bis ans Ufer reicht. Kurz vor dem Dorf mündet von rechts der Donnbronner Bach, sein längster Zufluss. Das Dorf durchquert der Gruppenbach dann im Osten und passiert dabei die Burg Stettenfels über seinem linken Ufer; hiernach wird auch der linke Randhügel bis obenauf waldfrei.
Wüstenhausen liegt rechts des Baches am Fuß des sehr flachen Osthangs, hinter dem Weiler mündet von rechts beim Landturm der Erlenbach. Gleich darauf liegt wiederum rechts in der Bustadt ein kleines Gewerbegebiet, nach dem der Gruppenbach von der A 81 und dann der Straße von Ilsfeld nach Abstatt überquert wird, worauf er nach einem Lauf von 8,7 km von rechts an deren Westknick in die Schozach mündet.

### Einzugsgebiet
Der Gruppenbach hat ein Einzugsgebiet von 16,3 km², das naturräumlich gesehen mit seinen höchsten Anteilen um die Waldoberläufe im Unterraum Heilbronner Berge der Schwäbisch-Fränkische Waldberge liegt und mit dem größeren übrigen Teil im Unterraum Schozachplatten des Neckarbeckens. Es liegt überwiegend rechts des Gewässers. Seine Grenze zieht vom Schweinsberg im Nordwesten im Heilbronner Stadtwald über den Hintersberg und den Reisberg zum Sandberg jenseits der A 81 im Nordosten und knickt hier ab. Sie läuft dann meist in geringem Abstand zu ihm zwischen dem Bach und der Trasse der A 81 südwärts bis zur Mündung. Von dort zieht die Wasserscheide mit starken Aus- und Einbuchtungen nach Norden, durchschneidet dabei anfangs das Gewerbegebiet in der Bustadt südwestlich des Landturms und zuletzt Donnbronn westlich von dessen Dorfmitte und erreicht dann wieder den Schweinsberg.
Die Wasserscheide im Norden trennt in ihrem westlichen Bereich zwischen Schweinsberg und Hintersberg vom Einzugsgebiet des Heilbronner Pfühlbachs, zwischen Hintersberg und Reisberg von dem des Weinsberger Stadtseebachs, auf dem restlichen Stück bis zum Sandberg im Nordosten von dem des Ellhofener Ellbachs; der erste mündet unmittelbar in den Neckar, die anderen beiden über die Sulm. Da der Gruppenbach in den Südbogen der Schozach hineinfließt, entwässert diese alle übrigen Konkurrenten. Es sind nacheinander einige kleine Zuflüsse zur oberen Schozach im Nordosten, der dem Gruppenbach nahe parallel laufende Happenbach im Osten, der Riegelbach und die Wässerung bei Ilsfeld im Süden, der Schozacher Landgraben und der Talheimer Frankelbach im Südwesten sowie der Sontheimer Deinenbach auf dem restlichen Stück im Nordwesten bis zurück zum Schweinsberg.

### Zuflüsse und Seen
Liste der direkten Zuflüsse und  Seen von der Quelle zur Mündung. Gewässerlänge, Seefläche, Einzugsgebiet und Höhe nach den entsprechenden Layern auf der Onlinekarte der LUBW. Andere Quellen für die Angaben sind vermerkt.
Ursprung des Gruppenbachs auf ca. 355 m ü. NHN am Ostabhang des Hintersbergs im Heilbronner Stadtwald.
- (Zufluss von nördlich des Dornbergs), von rechts auf ca. 279 m ü. NHN bei den ersten Häusern von Untergruppenbach-Obergruppenbach, 1,0 km. Entsteht auf ca. 310 m ü. NHN im Offenhau.
- (Zufluss vom Nordwesthang des Sandbergs), von links kurz danach, 1,8 km. Entsteht auf ca. 320 m ü. NHN.
- Donnbronner Bach, von rechts auf 250,3 m ü. NHN[LUBW 2] am Sportstadion von Untergruppenbach, 3,4 km.[LUBW 7] und 2,9 km². Entsteht auf ca. 304 m ü. NHN am Ostabhang des Heilbronner Schweinsbergs.
- Grenzgraben, von rechts auf ca. 237,5 m ü. NHN nach Untergruppenbach, 1,1 km.  Entsteht als Feldweggraben an der Tränke unterhalb des Heerwegs auf ca. 265 m ü. NHN.
- Erlenbach, von rechts auf 233,5 m ü. NHN[LUBW 2] nach Wüstenhausen beim Landturm, 1,9 km und 2,9 km². Entsteht zwischen der Heerstraße und Seegraben im Westen auf ca. 260 m ü. NHN und nimmt gleich einen längeren Quellast aus dem Seegraben auf.

Mündung des Gruppenbachs auf 226,9 m ü. NHN am Westrand von Ilsfeld-Auenstein wenig unterhalb der diese querenden L 1100 Ilsfeld–Beilstein von rechts und Norden in die Schozach. Der Gruppenbach ist 8,7 km lang und hat ein 16,3 km² großes Einzugsgebiet.

### LUBW
Amtliche Online-Gewässerkarte mit passendem Ausschnitt und den hier benutzten Layern: Lauf und Einzugsgebiet des Gruppenbachs

Allgemeiner Einstieg ohne Voreinstellungen und Layer: Daten- und Kartendienst der Landesanstalt für Umwelt Baden-Württemberg (LUBW) (Hinweise)
1. 1 2  Höhe nach dem Höhenlinienbild auf dem Hintergrundlayer Topographische Karte.
2. 1 2 3 4  Höhe nach grauer Beschriftung auf dem Hintergrundlayer Topographische Karte.
3. 1 2  Länge nach dem Layer Gewässernetz (AWGN).
4. ↑  Einzugsgebiet aufsummiert aus den Teileinzugsgebieten nach dem Layer Basiseinzugsgebiet (AWGN).
5. ↑  Seefläche nach dem Layer Stehende Gewässer.
6. ↑  Einzugsgebiet nach dem Layer Basiseinzugsgebiet (AWGN).
7. ↑  Länge nach dem Layer Gewässername.

### Andere Belege
1. ↑  Abfluss-BW - Daten und Karten
2. ↑  Albrecht Greule: Deutsches Gewässernamenbuch. Walter de Gruyter, Berlin / Boston 2014, ISBN 978-3-11-057891-1, S. 195, „Gruppenbach“ (Auszug in der Google-Buchsuche).
3. ↑  Josef Schmithüsen: Geographische Landesaufnahme: Die naturräumlichen Einheiten auf Blatt 161 Karlsruhe. Bundesanstalt für Landeskunde, Bad Godesberg 1952. → Online-Karte (PDF; 5,1 MB)